# 290-та піхотна дивізія (Третій Рейх)
290-та піхотна дивізія (Третій Рейх) (нім. 290. Infanterie-Division) — піхотна дивізія Вермахту за часів Другої світової війни.

## Історія
290-та піхотна дивізія була створена 6 лютого 1940 в Мюнстері в 10-му військовому окрузі (нім. Wehrkreis X) під час 8-ї хвилі мобілізації.

## Райони бойових дій
- Німеччина (лютий — травень 1940);
- Франція (травень 1940 — лютий 1941);
- Німеччина (Східна Пруссія) (лютий — червень 1941);
- СРСР (північний напрямок) (червень 1941 — серпень 1944);
- Курляндський котел (серпень 1944 — березень 1945).

## Командування

### Командири
- генерал-лейтенант Макс Деннерляйн (нім. Max Dennerlein) (6 лютого — 8 червня 1940);
- генерал-лейтенант барон Теодор фон Вреде (нім. Theodor Freiherr von Wrede) (8 червня — 19 вересня 1940);
- генерал від інфантерії Гельге Аулеб (нім. Helge Auleb) (19 вересня — 14 жовтня 1940);
- генерал-лейтенант барон Теодор фон Вреде (14 жовтня 1940 — 1 травня 1942);
- генерал-лейтенант Конрад-Оскар Гайнрікс (нім. Conrad-Oskar Heinrichs) (1 травня 1942 — 1 лютого 1944);
- генерал-майор Гергард Генке (нім. Gerhard Henke) (1 лютого — червень 1944);
- генерал-майор Рудольф Гольч (нім. Rudolf Goltzsch) (червень — 18 серпня 1944);
- генерал-майор Ганс-Йоахім Баурмайстер (нім. Hans-Joachim Baurmeister) (18 серпня 1944 — 25 квітня 1945);
- генерал-майор Карл Генке (нім. Carl Henke) (25 — 27 квітня 1945);
- генерал-лейтенант Альфред Нойманн (нім. Alfred Hemmann) (27 квітня — 8 травня 1945).

## Нагороджені дивізії
Нагороджені дивізії
Нагороджені Сертифікатом Пошани Головнокомандувача Сухопутних військ для військових формувань Вермахту за збитий літак противника (3)
- 16 травня 1942 — 502-й піхотний полк за дії 16 січня 1942 (№ 81);
- 16 травня 1942 — 3-й батальйон 501-го піхотного полку за дії 2 лютого 1942 (№ 95);
- 19 червня 1942 — 2-й батальйон 501-го піхотного полку за дії 5 квітня 1942 (№ 166).

|  | Кавалери Золотого Німецького Хреста                                                                        | 97 |
|  | Кавалери Срібного Німецького Хреста                                                                        | 2 |
|  | Кавалери Лицарського хреста Залізного хреста з Дубовим листям                                              | 4 (№ 329 гауптман Віллі Йоганнмеєр — 18.11.1943 № 738 гауптман Антон Мюллер — 14.02.1945 № 424 гауптман Віллі Тульке — 13.03.1944 № 555 оберст Гінріх Варрельманн — 19.08.1944) |
|  | Кавалери Лицарського хреста Залізного хреста                                                               | 35 (у тому числі 1 непідтверджене) |
|  | Кавалери Почесної відзнаки Сухопутних військ «Почесна застібка на орденську стрічку для Сухопутних військ» | 32 |

- Нагороджені Сертифікатом Пошани Головнокомандувача Сухопутних військ (6)
- Нагороджені Сертифікатом Пошани Головнокомандувача Сухопутних військ за збитий літак противника (2)